# Deslocalización industrial
La deslocalización industrial es el movimiento que realizan algunas empresas, trasladando sus centros de trabajo en países desarrollados a países con menores costos para la empresa, generalmente a países en vías de desarrollo. Recientemente se ha empezado a deslocalizar a sus países de origen  la producción de empresas adquiridas por estas multinacionales.[cita requerida].La deslocalización es uno de los problemas causados por la globalización económica

## Causas
Las causas de este proceso suelen ser la búsqueda de:
- Menor coste de la mano de obra.
- Legislaciones menos estrictas con la protección del medio ambiente y la lucha contra la contaminación, inutilización de tierras, etc.
- Condiciones de trabajo más flexibles, que permitan menos seguridad en el trabajo, mayor jornada laboral, etc.

## Consecuencias
Las consecuencias negativas de la deslocalización son:
- Aumento de la desocupación en el país de origen.
- Creación de empleo de baja calidad en el país de destino.
- Contaminación y destrucción del medio ambiente, al carecer el país de destino de controles ambientales o de sensibilidad para evaluar los daños apropiadamente, lo que puede causar sequías, desertificación, abuso de la explotación de recursos, aumento de la producción de residuos, etc.
- Para poder competir con la empresa deslocalizada, su competencia debe imitar sus métodos.
- Reducción de la calidad del producto final, al ser realizado por personal menos cualificado o en peores condiciones laborales.

Pero el traslado de la producción a otros países también puede tener consecuencias positivas. Entre ellas estarían las siguientes:
- Descenso de la desocupación en el país que recibe las inversiones. Hay que tener en cuenta que en estos países (poco desarrollados) la situación de desempleo es mucho más grave que en un país desarrollado, por la falta de protección social que asegure unos ingresos mínimos a los que no tienen trabajo.
- Aunque los sueldos son mucho más bajos que en Europa o Estados Unidos, tienden a ser más altos que los de las empresas nativas y mucho más que en las zonas rurales, de donde provienen muchos trabajadores (De la Dehesa. G, Comprender la globalización, Madrid, Alianza editorial, 2004, pp. 260 y 261) Por otra parte, la inversión extranjera también crea puestos de trabajo cualificados (mejor pagados), contribuye con sus impuestos al desarrollo del estado y permite el surgimiento de empresas nativas, que trabajan para el fabricante extranjero.[cita requerida] Todo ello facilita la mejora de los servicios públicos y la creación de una clase media y empresarial en el país receptor, que puede convertirse en un motor de la economía y del consumo interno. Una prueba de que la nación receptora mejora su nivel de vida lo tenemos en que los estados que más inversiones extranjeras reciben son los que más han crecido económicamente en los últimos años. En Asia podríamos comparar China, Corea del Sur y Malasia (con muchas inversiones extranjeras y con una gran mejora del nivel de vida en las últimas décadas (El País, 24 de octubre de 2010), con Nepal, Laos y Mongolia (sin apenas inversión extranjera y con un nivel de vida y un crecimiento económico mucho menor).